# Nervus tympanicus
Der Nervus tympanicus („Paukenhöhlennerv“) ist ein Ast des IX. Hirnnervs (Nervus glossopharyngeus). Die Fasern des Nerven entstammen dem Nucleus salivatorius inferior (unterer Speicheldrüsenkern) der Medulla oblongata (verlängertes Mark).
Der Nervus tympanicus geht am Ganglion inferius ab und zieht am Grunde der Fossula petrosa in  den Canaliculus tympanicus und von dort weiter unter dem Promontorium zum Boden der Paukenhöhle. Dort versorgt er das Mittelohr (Paukenhöhle und Ohrtrompete) sensibel. 
Im Mittelohr bildet der Nerv mit sympathischen Fasern aus dem Ganglion cervicale superius das Paukengeflecht (Plexus tympanicus). Aus diesem Geflecht entspringt der Nervus petrosus minor („kleiner Paukenhöhlennerv“), der parasympathische Fasern durch das Foramen lacerum bzw. die Fissura sphenopetrosa zum Ganglion oticum führt (sogenannte Jacobson-Anastomose). Im Ganglion oticum werden die Fasern auf die zweiten Neurone umgeschaltet und lagern sich über einen Verbindungsast (Ramus communicans) dem Nervus auriculotemporalis an, über den sie zur Ohrspeicheldrüse gelangen. Über einen weiteren Verbindungsast, der sich an den Nervus buccalis anlagert, gelangen parasympathische Fasern zu den Backendrüsen. Die Äste regen die Sekretion dieser Speicheldrüsen an.
In Einzelfällen sind Neuralgien des Nerven beschrieben worden, die sich in plötzlich einschießenden Schmerzen im Ohr und Hals äußern.